# Tapinauchenius purpureus
Tapinauchenius purpureus é uma espécie de aranha pertencente à família Theraphosidae (tarântulas).